# Ilia Nikolaïevitch Oulianov
Pour les articles homonymes, voir Oulianov.
Ilia Nikolaïevitch Oulianov (en russe : Илья Николаевич Ульянов) (Astrakhan, 31 juillet 1831 - Simbirsk, 24 janvier 1886) est un haut fonctionnaire russe de l'éducation et le père, entre autres, d'Alexandre et de Vladimir Oulianov dit Lénine.

## Biographie
Né en 1831 à Astrakhan sous le nom d'Ilia Nikolaïevitch Oulianine, il est le fils de Nikolaï Oulianine puis Oulianov, artisan tailleur, et petit-fils de Vassili Oulianine, un serf affranchi originaire de Kalmoukie ; né dans un milieu de petite bourgeoisie, brillant élève, le jeune Ilia est autorisé à poursuivre des études et sort diplômé de physique et de mathématiques de l'université de Kazan en 1854. Durant la fin des années 1850, il enseigne les mathématiques à l'Institut de Penza puis, durant la décennie suivante, dans une école pour femmes à Nijni Novgorod. C'est là qu'il fait la connaissance de Maria Alexandrovna Blank qu'il épouse en 1863. A l'Institut, il dirige des recherches en météorologie et de nombreux travaux scientifiques.

### Directeur des écoles de Simbirsk
En 1869, Ilia Oulianov est nommé inspecteur de l'enseignement public dans le gouvernement de Simbirsk, puis en devient le directeur des écoles (1874-1886). Il contribue notamment à former les maîtres et à créer de nombreuses écoles. En douze années de direction, le nombre d'écoles dans la province de Simbirsk passe de 20 à 434. Oulianov propage des idées neuves sur l'éducation en éliminant toute ségrégation, fondée sur les classes sociales, le genre ou l'origine nationale. Il est d'ailleurs le premier à ouvrir une école non russe pour les Tchouvaches (1871) puis par la suite pour les Tatars et les Mordves. Ilia exerce une grande influence sur ses enfants, et particulièrement sur son fils Vladimir qui sera, selon Hélène Carrère d'Encausse, « un inventeur politique exceptionnel, le seul de ce siècle ».

### Nomination au6edegréde la Table des rangs
Afin de le récompenser pour son œuvre, l'empereur le promeut en 1882 au 6e rang (conseiller de collège) de la Table des rangs, rang lui permettant d'accéder à la noblesse à titre personnel, puis héréditaire par l'obtention de l'Ordre de Saint-Vladimir de 3e classe.
Après l'attentat contre l'empereur Alexandre II (1er mars 1881 (13 mars dans le calendrier grégorien) à Saint-Pétersbourg), Ilia se rend à la cathédrale de Simbirsk pour rendre hommage au « tsar libérateur ». Il décède d'une hémorragie cérébrale en janvier 1886, âgé de 54 ans, dans sa demeure familiale. Il est inhumé dans le cimetière de l'ex-monastère de l'Intercession de la Vierge.
Un an plus tard, son fils Alexandre Oulianov, un des principaux responsables de la tentative d'attentat contre Alexandre III, est condamné à mort et pendu (mai 1887).

### Distinctions
- Ordre de Saint-Stanislas, Ier degré
- Ordre de Sainte-Anne, IIe degré
- Ordre de Saint-Vladimir, IIIe degré

Une rue de Nijni Novgorod lui est dédiée, la rue Oulianov.